# Demografía de Oceanía en la Antigüedad
El continente de Oceanía es el menos poblado, y del que menos registros hay pero se estima que entre el año 1000 y 1500 la población pudo ser de 1,5 a 3 millones de personas. Tras la llegada de los europeos esta se redujo drásticamente. Por ejemplo, cuando los británicos llegaron a Nueva Zelanda la población maoríes se ha llegado a estimar hasta en un 100.000 nativos divididos en 1.500 clanes, en 1896 quedaban 42.000 maoríes.
Estimación de la población de Australia y Nueva Zelanda hasta 1820:
| Autor                  | Población (miles) en el año 1 | Población (miles) 1000 | Población (miles) 1500 | Población (miles 1600 | Población (miles) 1700 | Población (miles 1820 |
| ---------------------- | ----------------------------- | ---------------------- | ---------------------- | --------------------- | ---------------------- | --------------------- |
| McEvedy & Jones (1978) | 450                           | 500                    | 550                    | 550                   | 550                    | 433                   |

Al momento de producirse su colonización, Tahití tenía cerca de 5000 habitantes según el cálculo de Alexander Turnbull (siglo XVIII). Según el capitán James Wilson eran unos 16.000, los misioneros protestantes británicos dieron un máximo de 49.000 y para James Cook hasta 100.000.
Entre mediados del siglo XVIII y fines del siguiente según Crosby la población nativa hawaiana cayó de 800.000 a apenas 48.000.
La población nativa del archipiélago en 1778 se estima entre 100.000 y 500.000 habitantes, reducidos a 84.000 en 1850.
La mayoría de las estimación sobre dicha población varían entre 300.000 y 400.000 aunque algunos la elevan a 700.000, cayó a 264.160 en 1805, 130.131 en 1831, 82.000 en 1850, 71.015 en 1853 (además de 2.119 colonos), 56.897 en 1872 (incluyendo colonos), 80.000 en 1884 (incluidos los colonos), en 1890 solo había 40.000 nativos.
Durante la colonización de Australia 10.000 a 20.000 nativos murieron en combate y 35.000 a 100.000 niños fueron separados de sus padres y criados en escuelas bajo frecuentes abusos.
Hacia 1850 la población nativa de las zonas colonizadas era cercana al 10% de la original. En el sudeste cerca de 15.000 nativos quedaban tras seis décadas de colonización, de una población original de 250.000 personas. En el poco colonizado Territorio del Norte en 1912 se estimaban en unos 50.000 aborígenes viviendo ahí.
Las tribus principales de Australia eran: los koories, 11.500 personas en 1836 (solo 1.700 en 1857); los ngunnawal, 400 o 500 en 1820; los palawah, 8.000 a 20.000 en 1802, 5.000 en 1803 (solo 300 en 1833); los noogar eran 6.000 a 10.000 en 1800; los eoras 10.000 en 1788 (50 a 90% murió en los primeros años de colonización); los kamilarois, 2.000 en 1820, los gunais eran 2.000 a 3.000 en 1830 quedando solo 222 en 1850; dharug y parramattas (tribus del actual Sídney), en 1788 eran 5.000 a 8.000, cayendo en un 50 a 90%; los kulin eran 12.000 en 1800, 1.225 en 1842 y 181 en 1863; los arrentes eran cerca de 300 a 1000 en 1788.
En cuanto a la población de las Islas de la Sociedad y las Marquesas hacia el siglo XVI era de 100 000 habitantes para cada archipiélago. En el suroeste de la Polinesia Francesa las pequeñas islas de Mangareva, Pitcairn y Henderson alcanzaron una población de 5.000 ó 6.000 almas en la primera y un centenar y algunas decenas en las dos últimas, respectivamente. Tras el colapso societal provocado por la degradación del medio ambiente y la sobrepoblación la población de Mangareva se redujo a unos 500 (proceso apoyado por la introducción de enfermedades traídas por los europeos desde 1834), en tanto que las poblaciones de Pitcairn y Henderson se extinguieron completamente entre los siglos XVII y XVIII en completo aislamiento.
En Nueva Caledonia el pueblo nativo, los canacos, eran unas 70 000 almas al establecer el primer contacto con el capitán James Cook en 1775, cayendo a 27.000 durante la colonización francesa a finales del siglo XIX. Tras una revuelta contra el régimen colonial francés unos 1.500 de sus guerreros murieron (1878).
Caída de la población hawaiana entre 1778 y 1850:
| Fecha         | Población       |
| ------------- | --------------- |
| 1778          | 300.000         |
| 1796          | 270.000-280.000 |
| 1803          | 266.000         |
| 1804          | 154.000-280.000 |
| 1805          | 152.000         |
| 1819          | 144.000-145.000 |
| 1823          | 134.925         |
| 1831-32       | 124.449         |
| 1835-36       | 107.954         |
| Enero de 1849 | 87.063          |
| Enero de 1850 | 84.165          |

Las siguientes son cifras al momento de llegar los europeos.
- Australia: 200.000 a 1.250.000 de nativos.[34][35][36]
- Nueva Zelanda: los maoríes eran 86.000 en 1769, 70.000 en 1840, 48.000 en 1874 y 42.000 en 1896.[37] A fines del siglo XVIII eran 100.000 pero a fines del siguiente quedaban menos de 40.000.[38] Las cifras más alcistas hablan de 240.000 maoríes antes del contacto.[39]

Evolución de la población de Oceanía entre los años 1000 y 1850:
| Región                                                                                             | Población (miles) Año 1000 | Población (miles) Año 1100 | Población (miles) Año 1200 | Población (miles) Año 1300 | Población (miles) Año 1400 | Población (miles) Año 1500 | Población (miles) Año 1600 | Población (miles) Año 1700     | Población (miles) Año 1800  | Población (miles) Año 1850        | Población (miles) Año 1900             |
| -------------------------------------------------------------------------------------------------- | -------------------------- | -------------------------- | -------------------------- | -------------------------- | -------------------------- | -------------------------- | -------------------------- | ------------------------------ | --------------------------- | --------------------------------- | -------------------------------------- |
| Australia (indígenas desde 1800)                                                                   | 750                        | 750                        | 750                        | 750                        | 750                        | 750                        | 750                        | 750                            | 682 (675 nativos)           | 655 (250 nativos)                 | 3.868 (94 nativos)                     |
| Nueva Zelanda (indígenas desde 1850)                                                               | -                          | 1                          | 5                          | 11                         | 21                         | 35                         | 56                         | 80                             | 98                          | 105 (77 nativos)                  | 815 (45 nativos)                       |
| Melanesia Papúa Nueva Guinea Islas Salomón Fiyi Nueva Caledonia Vanuatu                            | 564                        | 592                        | 621                        | 652                        | 684                        | 718                        | 753                        | 790                            | 868                         | 911 540 124 137 85 25             | 791,6 540 94 120 (94 nativos) 29,2 8,4 |
| Polinesia Polinesia Francesa Tonga Islas Cook Samoa Niue Tuvalu Wallis y Futuna Tokelau            | 78                         | 86                         | 95                         | 104                        | 114                        | 125                        | 137                        | 150                            | 165                         | 163,6 62 18,5 16 55 4,5 2,8 3,8 1 | 111,25 30 20 9 38,5 s/i 3 5,85 0,4     |
| Micronesia Estados Federados de Micronesia Guam Kiribati Islas Marshall Nauru Islas Marianas Palau | 86                         | 94                         | 104                        | 114                        | 125                        | 137                        | 151                        | 165,95 70 12 31 13 1,25 30 8,7 | 140 77 4 34 14 1,35 s/i 9,6 | 141,2 76 5,8 34 14 1,4 1 9        | 88,8 30 9,7 28 14 1,4 2 3,7            |
| Total                                                                                              | 1.478                      | 1.524                      | 1.575                      | 1.631                      | 1.694                      | 1.765                      | 1.837                      | 1.936                          | 1.953                       | 1.975,8                           | 5.676                                  |